# Mésange à sourcils blancs
Poecile superciliosus
Espèce
Synonymes
- Parus superciliosus
- Poecile superciliosa

Statut de conservation UICN

 LC  : Préoccupation mineure
La mésange à sourcils blancs (Poecile superciliosus) est une espèce de passereaux de la famille des Paridae.

## Description
Elle possède des couleurs particulièrement vives: un plumage bleu violacé, un ventre rosé et des taches blanches au-dessus des yeux.

## Répartition et habitat
Cette mésange vit dans l’Himalaya et dans la région chinoise du Tian Shan, au Népal, ou encore dans les forêts boréales.

## Comportement
Les individus de cette espèce vivent généralement en couple pendant la saison des amours et rejoignent ensuite des groupes plus larges qui peuvent atteindre 30 spécimens.

## Reproduction
Les nids sont toujours bien camouflés et les mésanges à sourcils blancs ne possèdent pas réellement de prédateurs dans leurs zones de nidification.